# Kościół św. Tomasza Apostoła w Runowie
Kościół św. Tomasza Apostoła w Runowie – katolicki kościół parafialny zlokalizowany we wsi Runowo w gminie Węgorzyno, w powiecie łobeskim (województwo zachodniopomorskie).

## Historia i architektura
Wzniesiony w XIV wieku wieku kościół murowany jest z kamieni narzutowych. Do śmierci patrona Józefa Borcka w 1625 roku był świątynią katolicką, następnie został przejęty przez protestantów. W 1860 roku kościół został przebudowany, przemurowano wówczas otwory okienne i portale, a od strony wschodniej dostawiono zakrystię. Swój pierwotny charakter zachował zdobiony blendami szczyt wschodni. Zakrystia również posiada szczyt z ostrołukowymi blendami. Zarówno nawa, jak i zakrystia, nakryte są dachem dwuspadowym. Okna zamknięte są łukami ostrymi lub łukami odcinkowymi. W 1882 roku od zachodniej strony kościoła dobudowana została ceglana, neogotycka wieża, zwieńczona hełmem.
Wnętrze kościoła nakrywa drewniany, wsparty filarami strop. Zachowały się bogato zdobione elementy barokowego wyposażenia: ołtarz ze scenami Zmartwychwstania i Wniebowstąpienia, ambona i chrzcielnica sygnowane nazwiskiem artysty B. Pridelle, drewniane stalle i empora, 2 lichtarze na trójdzielnych cokołach wykonane przez Christiana Schmincka z Kołobrzegu.
Po II wojnie światowej kościół został konsekrowany jako świątynia katolicka w dniu 29 czerwca 1946 roku. Od 1973 roku pełni funkcję kościoła parafialnego.